# Saksespark
Et saksespark er et spark i fodbold hvor man hopper op i luften og slynger sig bagover. Mens man ligger i luften sparker man baglæns mod mål. Til sidst lander man på ryggen.

## Historie
Den spanske fodboldspiller Ramon Unzaga er krediteret for at have udført det første saksespark i 1914. Han flyttede senere til Chile og sparket blev senere kaldt chilena. Den brasilianske fodboldspiller Leônidas da Silva perfektionerede sparket i 1930'erne og 1940'erne. Sparket blev imidlertid først gjort verdenskendt af Pelé i 1960'erne og 1970'erne.